# Chaetosphaeria chloroconia
Chaetosphaeria chloroconia är en svampart som beskrevs av W. Gams & Hol.-Jech. 1976. Chaetosphaeria chloroconia ingår i släktet Chaetosphaeria och familjen Chaetosphaeriaceae.   Inga underarter finns listade i Catalogue of Life.